# Villers-sur-Authie
Villers-sur-Authie és un municipi francès situat al departament del Somme i a la regió dels Alts de França. L'any 2007 tenia 375 habitants.

## Demografia

### Població
El 2007 la població de fet de Villers-sur-Authie era de 375 persones. Hi havia 146 famílies de les quals 29 eren unipersonals (11 homes vivint sols i 18 dones vivint soles), 58 parelles sense fills, 55 parelles amb fills i 4 famílies monoparentals amb fills.
La població ha evolucionat segons el següent gràfic:
Habitants censats

### Habitatges
El 2007 hi havia 271 habitatges, 147 eren l'habitatge principal de la família, 113 eren segones residències i 12 estaven desocupats. 261 eren cases i 1 era un apartament. Dels 147 habitatges principals, 123 estaven ocupats pels seus propietaris, 17 estaven llogats i ocupats pels llogaters i 6 estaven cedits a títol gratuït; 1 tenia una cambra, 6 en tenien dues, 19 en tenien tres, 32 en tenien quatre i 89 en tenien cinc o més. 114 habitatges disposaven pel capbaix d'una plaça de pàrquing. A 63 habitatges hi havia un automòbil i a 59 n'hi havia dos o més.

### Piràmide de població
La piràmide de població per edats i sexe el 2009 era:
| Homes | Edats   | Dones |
| ----- | ------- | ----- |
| 0     | 95 o +  | 0     |
| 0     | 90 a 94 | 4     |
| 8     | 85 a 89 | 0     |
| 0     | 80 a 84 | 0     |
| 0     | 75 a 79 | 4     |
| 8     | 70 a 74 | 4     |
| 12    | 65 a 69 | 20    |
| 12    | 60 a 64 | 12    |
| 4     | 55 a 59 | 4     |
| 16    | 50 a 54 | 28    |
| 4     | 45 a 49 | 8     |
| 16    | 40 a 44 | 16    |
| 12    | 35 a 39 | 12    |
| 24    | 30 a 34 | 8     |
| 12    | 25 a 29 | 16    |
| 12    | 20 a 24 | 12    |
| 12    | 15 a 19 | 20    |
| 32    | 10 a 14 | 8     |
| 12    | 5 a 9   | 20    |
| 4     | 0 a 4   | 12    |

## Economia

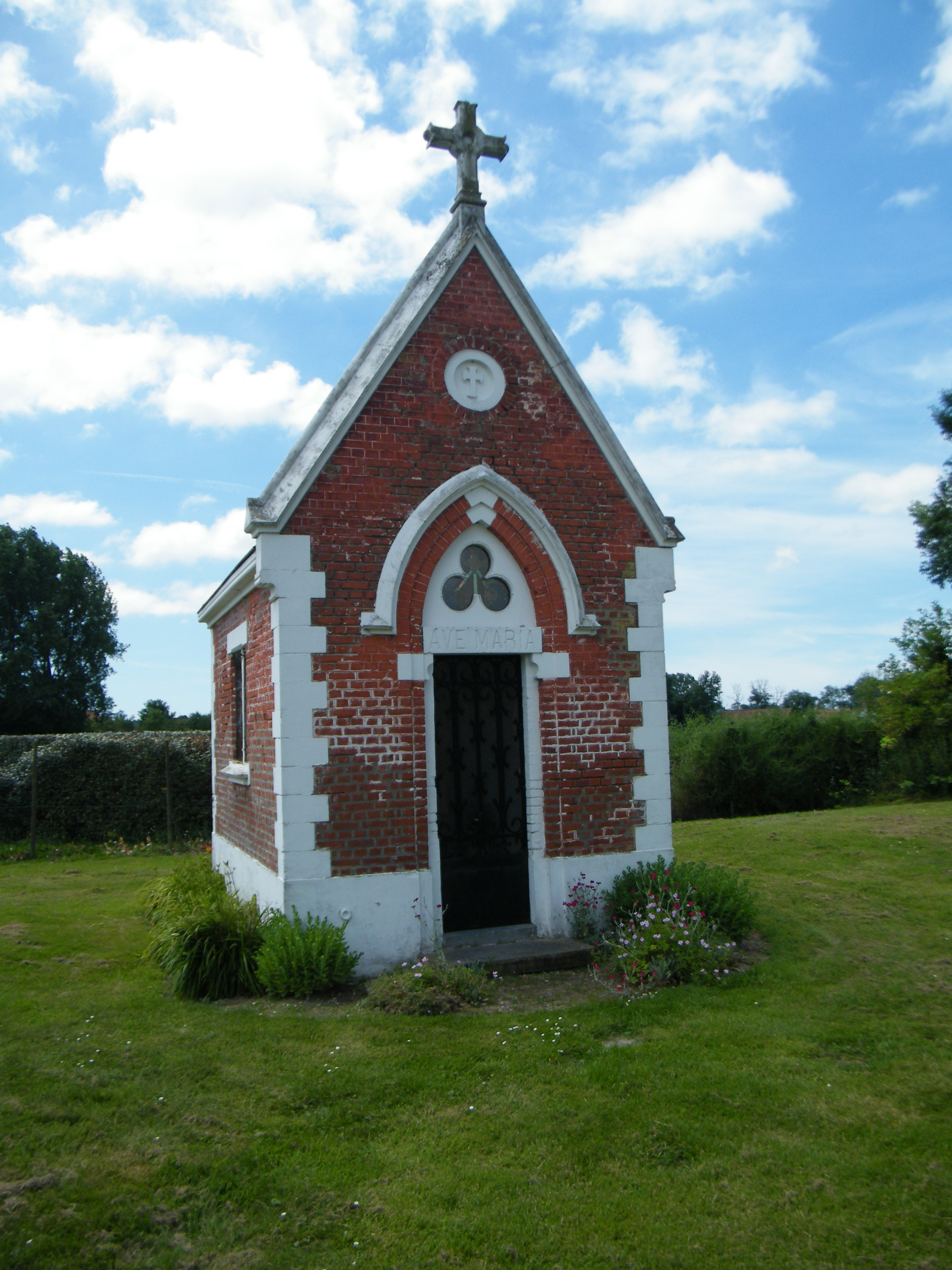

El 2007 la població en edat de treballar era de 240 persones, 157 eren actives i 83 eren inactives. De les 157 persones actives 138 estaven ocupades (69 homes i 69 dones) i 19 estaven aturades (14 homes i 5 dones). De les 83 persones inactives 38 estaven jubilades, 19 estaven estudiant i 26 estaven classificades com a «altres inactius».

### Ingressos
El 2009 a Villers-sur-Authie hi havia 153 unitats fiscals que integraven 386,5 persones, la mediana anual d'ingressos fiscals per persona era de 14.751 €.

### Activitats econòmiques
Dels 13 establiments que hi havia el 2007, 1 era d'una empresa de fabricació d'altres productes industrials, 5 d'empreses de construcció, 1 d'una empresa de comerç i reparació d'automòbils, 2 d'empreses d'hostatgeria i restauració, 1 d'una empresa immobiliària, 1 d'una empresa de serveis, 1 d'una entitat de l'administració pública i 1 d'una empresa classificada com a «altres activitats de serveis».
Dels 4 establiments de servei als particulars que hi havia el 2009, 1 era un paleta, 1 guixaire pintor, 1 lampisteria i 1 empresa de construcció.
L'any 2000 a Villers-sur-Authie hi havia 7 explotacions agrícoles.

## Poblacions més properes
El següent diagrama mostra les poblacions més properes.